# Metropolia Bahía Blanca
Metropolia Bahía Blanca – metropolia rzymskokatolicka w Argentynie utworzona 11 lutego 1957.

## Diecezje wchodzące w skład metropolii
- Archidiecezja Bahía Blanca
  - Diecezja Alto Valle del Río Negro
  - Diecezja Comodoro Rivadavia
  - Diecezja Rawson
  - Diecezja Río Gallegos
  - Diecezja San Carlos de Bariloche
  - Diecezja Santa Rosa
  - Diecezja Viedma
  - Prałatura terytorialna Esquel

## Biskupi
- Metropolita: abp Carlos Azpíroz Costa (od 2017) (Bahía Blanca)
- Sufragan: bp Alejandro Benna (od 2021) (General Roca)
- Sufragan: bp Joaquín Gimeno Lahoz (od 2010) (Comodoro Rivadavia)
- Sufragan: wakat (od 2023) (Río Gallegos)
- Sufragan: bp Juan Carlos Ares (od 2023) (San Carlos de Bariloche)
- Sufragan: bp Roberto Álvarez (od 2023) (Rawson)
- Sufragan: bp Raúl Martín (od 2013) (Santa Rosa)
- Sufragan: bp Esteban María Laxague (od 2002) (Viedma)
- Sufragan: bp Józef Słaby CSsR (od 2009) (Esquel)

## Główne świątynie
- Archikatedra Matki Boskiej Miłosiernej w Bahía Blanca
- Katedra Matki Boskiej z Góry Karmel w General Roca
- Katedra św. Jana Bosco w Comodoro Rivadavia
- Katedra Matki Boskiej z Lujan w Río Gallegos
- Katedra Matki Boskiej z Nahuel Huapi w San Carlos de Bariloche
- Katedra św. Róży z Limy w Santa Rosa
- Katedra Matki Boskiej Miłosiernej w Viedma
- Konkatedra Najświętszego Serca Pana Jezusa w Esquel
- Katedra Maryi Wspomożycielki w Trelew